# Kongens Opraab til det danske Folk
|  | Denne artikel er oprettet af botten Steenthbot ud fra en ekstern database. Den kan derfor have sproglige fejl eller mangler. Denne skabelon kan fjernes efter kontrol af indholdet. |

Kongens Opraab til det danske Folk er en dansk dokumentarisk optagelse fra 1940.

## Handling
I en tekst, der blev udsendt før filmvisninger i danske biografer, opfordrer Kong Christian X folket til ro ved nazisternes invasion af Danmark d. 9. april 1940. Derefter følger Statsminister Staunings opfordring fra d. 27. september 1940 til, at befolkningen følger kongens ord. Til slut opfordres publikum til at afholde sig fra "enhver form for mishags- eller bifaldsytring overfor scener i filmen, som kan have aktuelt præg".